# Mario Atzori
Mario Atzori (Cagliari, Italia, 3 de marzo de 1963) es un dibujante de cómic italiano.

## Biografía
Estudió en el "Istituto Europeo di Design" y se graduó en diseño gráfico publicitario. Trabajó para algunas agencias de publicidad y fundó una de su propiedad. Al mismo tiempo, comenzó a trabajar en el sector de los cómics, colaborando con la revista Alfa-Omega.
Fue dibujante y portadista de la historieta de ciencia ficción Legs Weaver de la editorial Bonelli hasta el cierre de la serie. En julio de 1997 debutó en la serie Nathan Never. En 2018 ilustró una historia breve de la Oesteada Tex.